# Acer merriami
Acer merriami é uma espécie de árvore do gênero Acer, pertencente à família Aceraceae.